# CONCACAF Champions' Cup 1974
La CONCACAF Champions' Cup 1974 è stata la 10ª edizione della massima competizione calcistica per club centro-nordamericana.

## Risultati

### Gruppo Nord America
Era prevista la partecipazione delle seguenti squadre, che successivamente si sono ritirate:
- Maccabi L.A.
- Devonshire Colts
- North Village Rams

### Gruppo Centro America

#### Primo turno
| Squadra 1     | Totale | Squadra 2                   | Andata | Ritorno |
| ------------- | ------ | --------------------------- | ------ | ------- |
| Saprissa      | 3 - 3  | Aurora FC                   | 2 - 1  | 1 - 2   |
| Motagua       | 3 - 0  | Cartaginés                  | 1 - 0  | 2 - 0   |
| Marathón      | 0 - 4  | CSD Municipal               | 0 - 1  | 0 - 3   |
| Alianza       | 5 - 0  | Universidad Centroamericana | 5 - 0  | [ 2 ]   |
| Santa Cecilia | 4 - 5  | Negocio Internacionales     | 4 - 1  | 0 - 4   |

#### Secondo turno
- Alianza qualificato d'ufficio al turno successivo.

| Squadra 1 | Totale | Squadra 2               | Andata | Ritorno |
| --------- | ------ | ----------------------- | ------ | ------- |
| Motagua   | 0 - 4  | CSD Municipal           | 0 - 0  | 0 - 4   |
| Aurora    | 5 - 3  | Negocio Internacionales | 3 - 1  | 2 - 2   |

#### Terzo turno
- CSD Municipal qualificato d'ufficio al turno successivo.

| Squadra 1 | Totale | Squadra 2 | Andata | Ritorno |
| --------- | ------ | --------- | ------ | ------- |
| Aurora    | 2 - 4  | Alianza   | 2 - 3  | 0 - 1   |

#### Quarto turno
| Squadra 1 | Totale | Squadra 2     | Andata | Ritorno |
| --------- | ------ | ------------- | ------ | ------- |
| Alianza   | 0 - 3  | CSD Municipal | 0 - 1  | 0 - 2   |

### Zona Caraibi

#### Primo turno
| Squadra 1     | Totale | Squadra 2   | Andata | Ritorno |
| ------------- | ------ | ----------- | ------ | ------- |
| Jong Colombia | 3 - 2  | Robinhood   | 2 - 2  | 1 - 0   |
| Transvaal     | 12 - 1 | Real Rincon | 6 - 1  | 6 - 0   |

#### Secondo turno
| Squadra 1     | Totale | Squadra 2 | Andata | Ritorno |
| ------------- | ------ | --------- | ------ | ------- |
| Jong Colombia | 3 - 5  | Transvaal | 1 - 2  | 2 - 3   |

### Finale

#### Andata
| Città del Guatemala 24 ottobre 1974                                      | Transvaal | 1 – 2                    | CSD Municipal | Stadio Doroteo Guamuch Flores |
| \| \| \| \| \| Vanenburg 75’ \| Marcatori \| 48’ Anderson 75’ Benítez \| |           |                          |               |                               |
|                                                                          |           |                          |               |                               |
| Vanenburg 75’                                                            | Marcatori | 48’ Anderson 75’ Benítez |               |                               |

#### Ritorno
| Arbitro: | Galindo |

|                    |           |                      |
| Mitrovich 33’, 75’ | Marcatori | 43’ (rig.) Vanenburg |